# X 2770
Ne doit pas être confondu avec X 2700 ou X 2720.
Les X 2770 ou RGP 1 (rames à grand parcours) sont des éléments automoteurs diesel de la SNCF composés d'une motrice de type autorail et d'une remorque pilote avec cabine de conduite.

## Description
Dérivés des RGP 2 X 2700 sur le plan structure et des X 2800 pour la partie mécanique, les ensembles ferroviaires monomoteurs dits Rame à grand parcours RGP 1 ont comporté deux variantes :
- une série en livrée vert et crème (X 2720) utilisée, comme les RGP 2 pour des trains du service intérieur ;
- une série, en livrée TEE rouge carmin et crème (X 2770), ne comportant que des premières classes et utilisées à l'origine sur des trains Trans Europ Express en France et à l'étranger.

Entre 1985 et 1991, les deux séries de RGP 1 furent modernisées avec, entre autres, la modification de leur face avant renforcée et aménagements de type Z2  avec cabines de conduite modernisée; elles revêtirent progressivement des couleurs gris clair avec bandeaux jaune, bleu ou rouge en fonction des livrées TER choisies par les régions.

## Services assurés
À partir de 1957, les X 2770 assurèrent les premières relations Trans Europ Express (TEE) en livrée TEE comme « l'Arbalète » de Paris-Est à Zurich via Mulhouse et Bâle, « l'Étoile du Nord » de Paris-Nord à Bruxelles via Lille ou « Le Mont-Cenis » de Lyon à Turin via Chambéry et Modane.
Après leur retrait du service TEE en 1965, elles assurèrent de grandes relations transversales, en première classe avec supplément, comme « le Catalan » de Genève à Cerbère via Grenoble, Avignon et Montpellier ou « Le Rhodanien » de Genève à Marseille via Grenoble et Avignon.
Les trains « Catalan » et « Le Rhodanien » étaient assurés par des RGP1 du dépôt de Lyon-Vaise qui ont circulé dans des compositions très variées, le « Catalan » étant assuré en 4, 6 ou 8 caisses, deux motrices à chaque extrémité, « Le Rhodanien » étant assuré en 2, 3 (2 motrices encadrant une remorque), 4 ou 5 caisses (2 motrices encadrant 3 remorques). « Le Rhodanien » a été assuré en RGP1 ex-TEE depuis sa création le 31/05/1964 jusqu'au 22/05/1971.
La rame tri-caisses RGP1 rouge ex-TEE, composée des X 2734 + XR 7716 + X 2723, formait la rame présidentielle du général Charles de Gaulle. Cette rame avait été mise à disposition d'Alexis Kossyguine, président du conseil des ministres soviétiques pour sa visite en 1965 du Commissariat à l'énergie atomique (CEA) à Grenoble.
Des rames RGP1 ont revêtu une livrée verte et crème identique à celle des RGP2 (X 2700 bimoteurs) et comportaient les deux classes. Elles ont été utilisées sur des grandes relations transversales dont Bordeaux - Genève, Bordeaux - Lyon , Nantes - Lyon et Paris-Gare-de-Lyon - Clermont-Ferrand (Le Bourbonnais et Le Thermal) avec une branche sur Le Puy en Velay (L'Arverne).
Lors de l'apparition des turbotrains de type RTG, les RGP1 revêtirent une livrée orange et grise rappelant celle des turbotrains. Entre 1985 et 1991, les RGP1 furent modernisées avec, entre autres, la modification de leur face avant renforcée, cabines de conduite modernisées et aménagement de type Z2 ; elles revêtirent progressivement des couleurs gris clair avec bandeaux jaune, bleu ou rouge en fonction des livrées TER choisies par les régions.
Les RGP1 ont largement inspiré la silhouette des turbotrains (ETG puis RTG) et des autorails X 2800, ces derniers recevant la même motorisation. Les RGP1 ont toutes été réformées.

### Lignes desservies
- « L'Arbalète », Paris - Zurich via Mulhouse et Bâle, en service international
- « Catalan » Genève - Port-Bou via Chambéry, Grenoble, Valence, Avignon, Nîmes, Montpellier, Béziers, Narbonne et Perpignan, en service international
- « L'Edelweiss », Bruxelles - Zurich via Strasbourg, Mulhouse et Bâle, en service international
- « L'Île-de-France », Paris - Amsterdam, en service international
- « Le Mont-Cenis », Lyon - Milan via Chambéry, Modane, Bardonnèche et Turin, en service international
- « Le Paris-Ruhr », Paris - Liège, en service international
- « Le Parsifal », Paris - Dortmund, en service international
- « Le Rhodanien » Genève - Marseille via Chambéry, Grenoble, Valence et Avignon, en service international
- Paris - Clermont-Ferrand - Le Puy en Velay via Nevers -St Germain des fossés - Roanne - St Etienne .
- Paris - Caen - Cherbourg
- Paris - Trouville-Deauville - Dives-Cabourg
- Rouen - Tours
- Caen - Rennes
- Lyon - Strasbourg via Bourg-en-Bresse, Besançon, Mulhouse et Colmar
- Lyon - Mulhouse via Bourg-en-Bresse et Besançon
- Bordeaux - Lyon
- Bordeaux - Grenoble via Brive, Ussel, Clermont-Ferrand et Lyon
- Lyon - Saint-Claude via Bourg-en-Bresse et Oyonnax, avec des RGP modernisées
- Grenoble - Veynes - Gap via la ligne des Alpes, avec des RGP modernisées
- Valence - Grenoble - Chambéry via la ligne Grenoble - Montmélian, avec des RGP modernisées
- Saint-Claude - Dole, avec des RGP modernisées
- Clermont-Ferrand - Nîmes, avec des RGP modernisées
- Nîmes - Montpellier, avec des RGP modernisées
- Nîmes - Alès, avec des RGP modernisées
- Nîmes - Le Grau-du-Roi, avec des RGP modernisées
- Béziers - Langogne, avec des RGP modernisées

## Dépôts titulaires
- Batignolles-Ramblai devenu Saint-Lazare-Levallois (de 1955 à 1970, avec transfert à Caen en septembre 1970)
- Caen (de septembre 1970 à 1977, puis transfert à Lyon-Vaise)
- La Plaine (de 1973 à 1985)
- Longueau (de 1972 à 1973, puis transfert à La Plaine)
- Lyon-Vaise (de 1955 à 2006, dernier dépôt titulaire de cette série en France)
- Marseille - Blancarde (de 1965 à 1971, avec 11 RGP rouge ex-TEE, puis transfert à Lyon-Vaise en mai 1971)
- Metz-Sablon (de 1955 à 1991, puis transfert à Lyon-Vaise)
- Noisy-le-Sec (de 1956 à 1968, puis transfert à Lyon-Vaise le 30/09/1968)

## Modélisme
Les X 2770 ont été reproduits à l'échelle HO par plusieurs firmes :
- Lima a réalisé les versions d'origine en livrée verte et crème, rouge et crème TEE, et orange et gris métallisé.
- Roco a réalisé les versions d'origine en livrée verte et crème, rouge et crème TEE et non TEE.
- Apocopa a réalisé des caisses de versions modernisées en résine. Elles sont à peindre et à monter sur un châssis par l'amateur.

Les X 2770 ont été reproduits à l'échelle N par REE Modèles.